# Brentford F.C. mùa giải 2015–16
Mùa giải 2015-16 là mùa giải thứ 126 của Brentford và là mùa giải thứ hai liên tiếp tại Championship. Ngoài Championship, câu lạc bộ cũng thi đấu ở Cúp FA và League Cup. Mùa giải diễn ra trong giai đoạn từ ngày 1 tháng 7 năm 2015 đến ngày 30 tháng 6 năm 2016.

## Chuyển nhượng và cho mượn

### Chuyển nhượng đến
| Cầu thủ chuyển nhượng đến | Cầu thủ chuyển nhượng đến | Cầu thủ chuyển nhượng đến | Cầu thủ chuyển nhượng đến | Cầu thủ chuyển nhượng đến | Cầu thủ chuyển nhượng đến |
| Ngày                      | Vị trí                    | Tên                       | Câu lạc bộ trước          | Mức phí                   | Tham khảo                 |
| ------------------------- | ------------------------- | ------------------------- | ------------------------- | ------------------------- | ------------------------- |
| 1 tháng 7 năm 2015        | DF                        | Yoann Barbet              | Chamois Niortais          | £500.000                  | [ 3 ] [ 4 ]               |
| 1 tháng 7 năm 2015        | MF                        | Akaki Gogia               | Hallescher FC             | Miễn phí                  | [ 5 ]                     |
| 1 tháng 7 năm 2015        | DF                        | Jan Holldack              | 1. FC Köln                | Tự do                     | [ 6 ]                     |
| 1 tháng 7 năm 2015        | MF                        | Konstantin Kerschbaumer   | Admira Wacker             | Không tiết lộ             | [ 7 ]                     |
| 1 tháng 7 năm 2015        | MF                        | Ryan Williams             | Morecambe                 | Miễn phí                  | [ 8 ]                     |
| 2 tháng 7 năm 2015        | DF                        | Andreas Bjelland          | Twente                    | £2.100.000                | [ 9 ] [ 10 ]              |
| 10 tháng 7 năm 2015       | MF                        | Josh McEachran            | Chelsea                   | £500.000                  | [ 11 ] [ 12 ]             |
| 23 tháng 7 năm 2015       | FW                        | Philipp Hofmann           | Kaiserslautern            | Không tiết lộ             | [ 13 ]                    |
| 24 tháng 7 năm 2015       | FW                        | Lasse Vibe                | IFK Göteborg              | Không tiết lộ             | [ 14 ]                    |
| 14 tháng 8 năm 2015       | DF                        | Maxime Colin              | Anderlecht                | £900.000                  | [ 15 ]                    |
| 1 tháng 9 năm 2015        | MF                        | Ryan Woods                | Shrewsbury Town           | £1.000.000                | [ 16 ] [ 17 ]             |
| 22 tháng 1 năm 2016       | DF                        | Nathan Fox                | Cray Wanderers            | Miễn phí                  | [ 18 ]                    |
| 29 tháng 1 năm 2016       | DF                        | Manny Onariase            | West Ham United           | Không tiết lộ             | [ 19 ]                    |

Tổng chi: £5.000.000 

### Cho mượn đến
| Cầu thủ cho mượn đến | Cầu thủ cho mượn đến | Cầu thủ cho mượn đến | Cầu thủ cho mượn đến | Cầu thủ cho mượn đến | Cầu thủ cho mượn đến |
| Từ ngày              | Vị trí               | Tên                  | Câu lạc bộ chủ quản  | Ngày kết thúc        | Tham khảo            |
| -------------------- | -------------------- | -------------------- | -------------------- | -------------------- | -------------------- |
| 31 tháng 8 năm 2015  | MF                   | Sergi Canós          | Liverpool            | Kết thúc mùa giải    | [ 20 ]               |
| 31 tháng 8 năm 2015  | FW                   | Marco Djuricin       | Red Bull Salzburg    | Kết thúc mùa giải    | [ 21 ]               |
| 1 tháng 10 năm 2015  | MF                   | John Swift           | Chelsea              | Kết thúc mùa giải    | [ 22 ]               |
| 17 tháng 3 năm 2016  | FW                   | Leandro Rodríguez    | Everton              | 14 tháng 4 năm 2016  | [ 23 ]               |

### Chuyển nhượng đi
| Cầu thủ chuyển nhượng đi | Cầu thủ chuyển nhượng đi | Cầu thủ chuyển nhượng đi | Cầu thủ chuyển nhượng đi | Cầu thủ chuyển nhượng đi | Cầu thủ chuyển nhượng đi |
| Ngày                     | Vị trí                   | Tên                      | Câu lạc bộ đến           | Mức phí                  | Tham khảo                |
| ------------------------ | ------------------------ | ------------------------ | ------------------------ | ------------------------ | ------------------------ |
| 14 tháng 7 năm 2015      | FW                       | Will Grigg               | Wigan Athletic           | £1.000.000               | [ 24 ] [ 25 ]            |
| 4 tháng 8 năm 2015       | MF                       | Stuart Dallas            | Leeds United             | £1.300.000               | [ 26 ] [ 27 ]            |
| 4 tháng 8 năm 2015       | MF                       | Jonathan Douglas         | Ipswich Town             | Miễn phí                 | [ 28 ]                   |
| 7 tháng 8 năm 2015       | DF                       | Moses Odubajo            | Hull City                | £3.500.000               | [ 29 ]                   |
| 21 tháng 8 năm 2015      | FW                       | Andre Gray               | Burnley                  | £9.000.000               | [ 30 ] [ 31 ]            |
| 25 tháng 1 năm 2016      | MF                       | Toumani Diagouraga       | Leeds United             | £600.000                 | [ 32 ] [ 33 ]            |
| 1 tháng 2 năm 2016       | DF                       | James Tarkowski          | Burnley                  | £3.000.000               | [ 34 ] [ 35 ]            |

Tổng thu:  £18.400.000

### Cho mượn đi
| Cầu thủ cho mượn đi  | Cầu thủ cho mượn đi | Cầu thủ cho mượn đi    | Cầu thủ cho mượn đi        | Cầu thủ cho mượn đi  | Cầu thủ cho mượn đi |
| Từ ngày              | Vị trí              | Tên                    | Câu lạc bộ đến             | Ngày kết thúc        | Tham khảo           |
| -------------------- | ------------------- | ---------------------- | -------------------------- | -------------------- | ------------------- |
| 19 tháng 8 năm 2015  | MF                  | Josh Laurent           | Newport County             | 14 tháng 10 năm 2015 | [ 36 ]              |
| 3 tháng 9 năm 2015   | MF                  | Herson Rodrigues Alves | Hampton & Richmond Borough | 25 tháng 9 năm 2015  | [ 37 ]              |
| 9 tháng 9 năm 2015   | GK                  | Nik Tzanev             | Lewes                      | 6 tháng 10 năm 2015  | [ 38 ]              |
| 11 tháng 9 năm 2015  | DF                  | Aaron Greene           | Boston United              | 11 tháng 10 năm 2015 | [ 39 ]              |
| 22 tháng 9 năm 2015  | DF                  | Daniel O'Shaughnessy   | Braintree Town             | 19 tháng 10 năm 2015 | [ 40 ]              |
| 15 tháng 10 năm 2015 | DF                  | Josh Clarke            | Barnet                     | 3 tháng 1 năm 2016   | [ 41 ]              |
| 27 tháng 10 năm 2015 | GK                  | Mark Smith             | Hampton & Richmond Borough | 21 tháng 12 năm 2015 | [ 42 ]              |
| 26 tháng 11 năm 2015 | MF                  | James Ferry            | Wycombe Wanderers          | 23 tháng 12 năm 2015 | [ 43 ]              |
| 26 tháng 11 năm 2015 | MF                  | Jermaine Udumaga       | Wycombe Wanderers          | 2 tháng 2 năm 2016   | [ 43 ]              |
| 8 tháng 1 năm 2016   | GK                  | Mark Smith             | Lowestoft Town             | 3 tháng 2 năm 2016   | [ 44 ]              |
| 16 tháng 1 năm 2016  | MF                  | Jota                   | SD Eibar                   | Kết thúc mùa giải    | [ 45 ]              |
| 28 tháng 1 năm 2016  | DF                  | Daniel O'Shaughnessy   | FC Midtjylland             | Kết thúc mùa giải    | [ 46 ]              |
| 28 tháng 1 năm 2016  | MF                  | James Ferry            | Welling United             | 1 tháng 3 năm 2016   | [ 47 ]              |
| 2 tháng 2 năm 2016   | DF                  | Audrius Laučys         | Hemel Hempstead Town       | 2 tháng 3 năm 2016   | [ 48 ]              |
| 20 tháng 2 năm 2016  | GK                  | Mark Smith             | Hampton & Richmond Borough | Kết thúc mùa giải    | [ 49 ]              |

### Giải phóng hợp đồng
| Cầu thủ giải phóng hợp đồng | Cầu thủ giải phóng hợp đồng | Cầu thủ giải phóng hợp đồng | Cầu thủ giải phóng hợp đồng  | Cầu thủ giải phóng hợp đồng | Cầu thủ giải phóng hợp đồng |
| Ngày                        | Vị trí                      | Tên                         | Câu lạc bộ đến               | Ngày gia nhập               | Tham khảo                   |
| --------------------------- | --------------------------- | --------------------------- | ---------------------------- | --------------------------- | --------------------------- |
| 4 tháng 7 năm 2015          | DF                          | Tony Craig                  | Millwall                     | 4 tháng 7 năm 2015          | [ 50 ]                      |
| 3 tháng 11 năm 2015         | DF                          | Raphaël Calvet              | AJ Auxerre                   | tháng 1 năm 2016            | [ 51 ]                      |
| 19 tháng 12 năm 2015        | MF                          | Marcos Tébar                | UE Llagostera                | 1 tháng 1 năm 2016          | [ 52 ]                      |
| 1 tháng 2 năm 2016          | MF                          | Josh Laurent                | Hartlepool United            | 1 tháng 2 năm 2016          | [ 53 ]                      |
| 1 tháng 2 năm 2016          | FW                          | Montell Moore               | Charlton Athletic            | 15 tháng 2 năm 2016         | [ 54 ]                      |
| 1 tháng 2 năm 2016          | MF                          | Ryan Williams               | Inverness Caledonian Thistle | 1 tháng 2 năm 2016          | [ 55 ]                      |
| 11 tháng 4 năm 2016         | DF                          | Gradi Milenge               | Grays Athletic               | 10 tháng 9 năm 2016         | [ 56 ]                      |
| 15 tháng 4 năm 2016         | FW                          | Jermaine Udumaga            | KSF Prespa Birlik            | 6 tháng 8 năm 2016          | [ 56 ]                      |
| 30 tháng 6 năm 2016         | DF                          | Aaron Greene                | A.F.C. Sudbury               | 8 tháng 8 năm 2016          | [ 57 ]                      |
| 30 tháng 6 năm 2016         | DF                          | Audrius Laučys              | Concord Rangers              | 19 tháng 8 năm 2016         | [ 57 ]                      |
| 30 tháng 6 năm 2016         | DF                          | Daniel O'Shaughnessy        | Cheltenham Town              | 12 tháng 7 năm 2016         | [ 57 ]                      |
| 30 tháng 6 năm 2016         | MF                          | Courtney Senior             | Colchester United            | 1 tháng 7 năm 2016          | [ 58 ]                      |
| 30 tháng 6 năm 2016         | GK                          | Mark Smith                  | Aldershot Town               | 2 tháng 8 năm 2016          | [ 57 ]                      |
| 30 tháng 6 năm 2016         | GK                          | Nik Tzanev                  | AFC Wimbledon                | 28 tháng 4 năm 2017         | [ 57 ]                      |

## Trước mùa giải
Ngày 7 tháng 5 năm 2015, Brentford công bố trận đấu giao hữu trước mùa giải đầu tiên với Luton Town vào ngày 28 tháng 7 năm 2015. Ngày 18 tháng 5 năm 2015, Brentford xác nhận họ sẽ đối mặt với đội bóng Premier League Stoke City vào ngày 25 tháng 7 năm 2015 trong trận giao hữu trước mùa giải. Một ngày sau, câu lạc bộ xác nhận trận giao hữu thứ ba trước Boreham Wood. Ngày 8 tháng 6 năm 2015, trận giao hữu với Norwich City được công bố. Ngày 23 tháng 6 năm 2015, Brentford công bố một trận giao hữu với đội bóng Bồ Đào Nha Farense. Thêm vào đó đội bóng Brentford XI sẽ có bốn trận đấu trước mùa giải.
| 14 tháng 7 năm 2015 Giao hữu | Farense | 0-3    | Brentford                            | Albufeira, Bồ Đào Nha         |  |
| 18:00 CEST                   |         | Report | Udumaga 45' · Gray 78' · Douglas 90' | Sân vận động: Estádio da Nora |  |

| 19 tháng 7 năm 2015 Giao hữu | Boreham Wood | 0-3                    | Brentford                        | Borehamwood                                    |  |
| 15:00 BST                    |              | BFC Report BWFC Report | Gray 15' (ph.đ.), 45' · Jota 33' | Sân vận động: Meadow Park Trọng tài: O'Donnell |  |

| 22 tháng 7 năm 2015 Giao hữu | Tottenham Hotspur                           | 2-1                    | Brentford     | Enfield                                                 |  |
| 13:00 BST                    | Coulthirst 25' (ph.đ.) · Alli 90+1' (ph.đ.) | BFC Report THFC Report | Udumaga 90+3' | Sân vận động: Enfield Training Centre Lượng khán giả: 0 |  |

| 25 tháng 7 năm 2015 Giao hữu | Brentford              | 2-0                    | Stoke City | Brentford                  |  |
| 13:30 BST                    | Gogia 33' · Dallas 73' | BFC Report SCFC Report |            | Sân vận động: Griffin Park |  |

| 28 tháng 7 năm 2015 Giao hữu | Luton Town               | 2-1                    | Brentford   | Luton                                               |  |
| 19:45 BST                    | Wilkinson 40' · Zola 78' | BFC Report LTFC Report | Hofmann 44' | Sân vận động: Kenilworth Road Lượng khán giả: 2.556 |  |

| 1 tháng 8 năm 2015 Giao hữu | Norwich City              | 2-1    | Brentford | Norwich                                          |  |
| 15:00 BST                   | Hoolahan 17' · Jerome 66' | Report | Gray 18'  | Sân vận động: Carrow Road Lượng khán giả: 10.606 |  |

## Championship

### Tóm tắt kết quả giải quốc nội
| Tổng thể | Tổng thể | Tổng thể | Tổng thể | Tổng thể | Tổng thể | Tổng thể | Tổng thể | Sân nhà | Sân nhà | Sân nhà | Sân nhà | Sân nhà | Sân nhà | Sân khách | Sân khách | Sân khách | Sân khách | Sân khách | Sân khách |
| ST       | T        | H        | B        | BT       | BB       | HS       | Đ        | T       | H       | B       | BT      | BB      | HS      | T         | H         | B         | BT        | BB        | HS        |
| -------- | -------- | -------- | -------- | -------- | -------- | -------- | -------- | ------- | ------- | ------- | ------- | ------- | ------- | --------- | --------- | --------- | --------- | --------- | --------- |
| 46       | 19       | 8        | 19       | 72       | 67       | +5       | 65       | 10      | 4       | 9       | 33      | 30      | +3      | 9         | 4         | 10        | 39        | 37        | +2        |

Cập nhật lần cuối: 7 tháng 5 năm 2016.

Nguồn: []

### Kết quả và thứ hạng theo từng vòng
| Vòng     | 1 | 2 | 3  | 4  | 5  | 6  | 7  | 8  | 9  | 10 | 11 | 12 | 13 | 14 | 15 | 16 | 17 | 18 | 19 | 20 | 21 | 22 | 23 | 24 | 25 | 26 | 27 | 28 | 29 | 30 | 31 | 32 | 33 | 34 | 35 | 36 | 37 | 38 | 39 | 40 | 41 | 42 | 43 | 44 | 45 | 46 |
| -------- | - | - | -- | -- | -- | -- | -- | -- | -- | -- | -- | -- | -- | -- | -- | -- | -- | -- | -- | -- | -- | -- | -- | -- | -- | -- | -- | -- | -- | -- | -- | -- | -- | -- | -- | -- | -- | -- | -- | -- | -- | -- | -- | -- | -- | -- |
| Sân      | H | A | A  | H  | A  | A  | H  | H  | H  | A  | H  | A  | A  | H  | H  | A  | H  | A  | H  | A  | A  | H  | H  | A  | A  | H  | H  | A  | H  | A  | A  | H  | H  | A  | H  | A  | H  | A  | H  | A  | H  | H  | A  | A  | H  | A  |
| Kết quả  | D | W | L  | L  | D  | L  | W  | L  | L  | L  | W  | W  | W  | W  | L  | D  | W  | D  | W  | D  | L  | W  | D  | W  | L  | L  | L  | W  | D  | L  | L  | L  | W  | L  | L  | L  | L  | W  | W  | W  | D  | W  | W  | L  | W  | W  |
| Thứ hạng | 8 | 3 | 14 | 18 | 18 | 21 | 17 | 19 | 19 | 20 | 19 | 15 | 12 | 11 | 12 | 11 | 11 | 11 | 10 | 10 | 10 | 10 | 9  | 8  | 10 | 11 | 11 | 10 | 10 | 12 | 13 | 14 | 11 | 14 | 17 | 17 | 18 | 17 | 14 | 13 | 13 | 13 | 10 | 10 | 10 | 9  |

### Trận đấu
Ngày 17 tháng 6 năm 2015, lịch thi đấu cho mùa giải tiếp theo được công bố.
| 8 tháng 8 năm 2015 1 | Brentford                               | 2-2    | Ipswich Town         | Brentford, Luân Đôn                                                      |  |
| 15:00 BST            | Jota 83' · Gray 90+2' · Tarkowski 90+6' | Report | Bru 45' · Fraser 50' | Sân vận động: Griffin Park Lượng khán giả: 10.789 Trọng tài: David Coote |  |

| 15 tháng 8 năm 2015 2 | Bristol City                                       | 2-4    | Brentford                                                     | Bristol                                                                  |  |
| 15:00 BST             | Pack 6' · Kodjia 2' · Wilbraham 23' · Tự doman 35' | Report | Judge 9', 43' · Gogia 21' · Dean 25' · Gray 60' · Hofmann 71' | Sân vận động: Ashton Gate Lượng khán giả: 14.291 Trọng tài: Keith Stroud |  |

| 22 tháng 8 năm 2015 3 | Burnley              | 1-0    | Brentford                        | Burnley                                                              |  |
| 15:00 BST             | Duff 16' · Keane 26' | Report | McCormack 45+2' · Diagouraga 53' | Sân vận động: Turf Moor Lượng khán giả: 14.928 Trọng tài: David Webb |  |

| 29 tháng 8 năm 2015 4 | Brentford                                                                           | 1-3    | Reading                                                                    | Brentford, Luân Đôn                                                      |  |
| 15:00 BST             | Tarkowski 31' · McCormack 53' · Hofmann 57' · Vibe 67' · Bidwell 84' · Button 90+8' | Report | Sá 17' · Obita 22' · Blackman 32', 90+9' (ph.đ.) · Gunter 87' · Bond 90+6' | Sân vận động: Griffin Park Lượng khán giả: 10.206 Trọng tài: Andy Madley |  |

| 12 tháng 9 năm 2015 5 | Leeds United                      | 1-1    | Brentford                                            | Leeds                                                                    |  |
| 15:00 BST             | Dallas 45+2' · Antenucci 76', 77' | Report | Colin 5' · Djuricin 29' · Diagouraga 82' · Judge 85' | Sân vận động: Elland Road Lượng khán giả: 25.126 Trọng tài: Nigel Miller |  |

| 15 tháng 9 năm 2015 6 | Middlesbrough                                                   | 3-1    | Brentford                                     | Middlesbrough                                                                           |  |
| 19:45 BST             | Stuani 31', 35', 69' · Nugent 37' · Amorebieta 47' · Adomah 77' | Report | Vibe 49' · Judge 58' · Colin 80' · Barbet 86' | Sân vận động: Sân vận động Riverside Lượng khán giả: 20.138 Trọng tài: Graham Salisbury |  |

| 19 tháng 9 năm 2015 7 | Brentford                                                | 2-1    | Preston North End                                              | Brentford, Luân Đôn                                                      |  |
| 15:00 BST             | McCormack 38' · Vibe 62' · Djuricin 65', 66' · Canós 67' | Report | Johnson 1', 24' · Garner 36' · Huntington 74' · Humphrey 90+6' | Sân vận động: Griffin Park Lượng khán giả: 9.463 Trọng tài: Tim Robinson |  |

| 26 tháng 9 năm 2015 8 | Brentford                                                | 1-2    | Sheffield Wednesday                                                 | Brentford, Luân Đôn                                                          |  |
| 15:00 BST             | McCormack 28' · Tarkowski 36' · Judge 77' · Button 90+2' | Report | Nuhiu 37' (ph.đ.) · Hélan 65' 78' · Hutchinson 80' · Lucas João 90' | Sân vận động: Griffin Park Lượng khán giả: 9.756 Trọng tài: Geoff Eltringham |  |

| 29 tháng 9 năm 2015 9 | Brentford                | 0-2    | Birmingham City                             | Brentford, Luân Đôn                                                    |  |
| 19:45 BST             | McCormack 75' · Dean 78' | Report | Morrison 71' · Caddis 80' · Donaldson 90+4' | Sân vận động: Griffin Park Lượng khán giả: 9.528 Trọng tài: Keith Hill |  |

| 3 tháng 10 năm 2015 10 | Derby County                                          | 2-0    | Brentford                                | Derby                                                                            |  |
| 15:00 BST              | Martin 20' · Thorne 28' · Russell 43' · Ince 44', 88' | Report | Tarkowski 55' · Woods 58' · Yennaris 63' | Sân vận động: Sân vận động iPro Lượng khán giả: 29.467 Trọng tài: Jeremy Simpson |  |

| 17 tháng 10 năm 2015 11 | Brentford                                      | 2-1    | Rotherham United                            | Brentford, Luân Đôn                                                          |  |
| 15:00 BST               | Judge 2', 57' · McCormack 73' · Diagouraga 88' | Report | Mattock 46' · Smallwood 53' · Ledesma 90+4' | Sân vận động: Griffin Park Lượng khán giả: 10.293 Trọng tài: Iain Williamson |  |

| 21 tháng 10 năm 2015 12 | Wolverhampton Wanderers | 0-2    | Brentford                                                | Wolverhampton                                                         |  |
| 19:45 BST               | Iorfa 66'               | Report | Bidwell 14' · Djuricin 17' · Tarkowski 56' · Hofmann 88' | Sân vận động: Molineux Lượng khán giả: 18.167 Trọng tài: Paul Tierney |  |

| 24 tháng 10 năm 2015 13 | Charlton Athletic | 0-3    | Brentford                        | Charlton, Luân Đôn                                                        |  |
| 15:00 BST               | McAleny 77'       | Report | Swift 26' · Judge 55' · Vibe 86' | Sân vận động: The Valley Lượng khán giả: 14.585 Trọng tài: Stuart Attwell |  |

| 30 tháng 10 năm 2015 14 | Brentford                         | 1-0    | Queens Park Rangers                  | Brentford, Luân Đôn                                                       |  |
| 19:45 GMT               | McCormack 21' · Djuricin 56', 87' | Report | Hill 21' · Tőzsér 25' · Phillips 81' | Sân vận động: Griffin Park Lượng khán giả: 12.037 Trọng tài: Simon Hooper |  |

| 3 tháng 11 năm 2015 15 | Brentford | 0-2    | Hull City                                  | Brentford, Luân Đôn                                                    |  |
| 19:45 GMT              |           | Report | Akpom 66' · Robertson 67' 75' · Clucas 86' | Sân vận động: Griffin Park Lượng khán giả: 9.221 Trọng tài: Gavin Ward |  |

| 7 tháng 11 năm 2015 16 | Blackburn Rovers          | 1-1    | Brentford                                                    | Blackburn                                                               |  |
| 15:00 GMT              | Lawrence 37' · Olsson 83' | Report | Yennaris 14' · Vibe 24' · Kerschbaumer 45+5' · Bidwell 90+2' | Sân vận động: Ewood Park Lượng khán giả: 12.328 Trọng tài: Andy Woolmer |  |

| 21 tháng 11 năm 2015 17 | Brentford                                          | 2-1    | Nottingham Forest | Brentford, Luân Đôn                                                         |  |
| 15:00 GMT               | Canós 63' · Dean 71' · Woods 90+4' · Hofmann 90+6' | Report | Lansbury 24', 74' | Sân vận động: Griffin Park Lượng khán giả: 11.403 Trọng tài: Brendan Malone |  |

| 30 tháng 11 năm 2015 18 | Bolton Wanderers                                   | 1-1    | Brentford                          | Bolton                                                                           |  |
| 19:45 GMT               | Davies 24' · Mức phíney 62' · Vela 64' · Danns 65' | Report | Swift 10', 45+1' · Tarkowski 90+2' | Sân vận động: Sân vận động Macron Lượng khán giả: 12.731 Trọng tài: Carl Boyeson |  |

| 5 tháng 12 năm 2015 19 | Brentford                            | 2-0    | MK Dons    | Brentford, Luân Đôn                                                         |  |
| 15:00 GMT              | O'Connell 18' · Vibe 20' · Judge 71' | Report | Murphy 40' | Sân vận động: Griffin Park Lượng khán giả: 9.682 Trọng tài: Oliver Langford |  |

| 12 tháng 12 năm 2015 20 | Fulham                                                             | 2-2    | Brentford                                          | Fulham, Luân Đôn                                                           |  |
| 15:00 GMT               | Fredericks 27' · Tarkowski 40' (l.n.) · Stearman 57' · Dembélé 64' | Report | Judge 18' (ph.đ.) · Canós 36' · O'Connell 57', 71' | Sân vận động: Craven Cottage Lượng khán giả: 19.411 Trọng tài: David Coote |  |

| 15 tháng 12 năm 2015 21 | Cardiff City                                 | 3-2    | Brentford                                | Cardiff                                                                                |  |
| 19:45 GMT               | Watt 20' · Jones 34', 90+3' · Pilkington 81' | Report | Diagouraga 42' · Bidwell 69' · Swift 86' | Sân vận động: Sân vận động Cardiff City Lượng khán giả: 12.729 Trọng tài: Simon Hooper |  |

| 19 tháng 12 năm 2015 22 | Brentford                                                     | 4-2    | Huddersfield Town                                   | Brentford, Luân Đôn                                                     |  |
| 15:00 GMT               | Canós 5' · Vibe 21' · Diagouraga 26' · Judge 31', 55' (ph.đ.) | Report | Hudson 30' · Lolley 46' · Wells 65' · Dempsey 90+2' | Sân vận động: Griffin Park Lượng khán giả: 10.262 Trọng tài: Phil Gibbs |  |

| 26 tháng 12 năm 2015 23 | Brentford   | 0-0    | Brighton & Hove Albion              | Brentford, Luân Đôn                                                         |  |
| 13:00 GMT               | Bidwell 80' | Report | Greer 15' · Stephens 55' · Dunk 75' | Sân vận động: Griffin Park Lượng khán giả: 12.202 Trọng tài: Darren Deadman |  |

| 28 tháng 12 năm 2015 24 | Reading                                                  | 1-2    | Brentford                                                                     | Reading                                                                            |  |
| 15:00 GMT               | Hector 12' 87' · McCleary 58' · Quinn 73' · Williams 75' | Report | Tarkowski 5' · Woods 17' · Diagouraga 28' · Canós 72' · Button 80' · Dean 87' | Sân vận động: Sân vận động Madejski Lượng khán giả: 20.563 Trọng tài: Keith Stroud |  |

| 2 tháng 1 năm 2016 25 | Birmingham City                                                               | 2-1    | Brentford                                | Birmingham                                                               |  |
| 15:00 GMT             | Kieftenbeld 11', 89' · Đếnral 45+3' · Maghoma 55' · Vaughan 63' · Grounds 84' | Report | Dean 17' · Tarkowski 45+3' · Hofmann 77' | Sân vận động: St Andrew's Lượng khán giả: 17.555 Trọng tài: Graham Scott |  |

| 12 tháng 1 năm 2016 26 | Brentford   | 0-1    | Middlesbrough                                              | Brentford, Luân Đôn                                                     |  |
| 19:45 GMT              | Bidwell 76' | Report | Button 61' (l.n.) · Ayala 64' · Stuani 82' · Clayton 90+2' | Sân vận động: Griffin Park Lượng khán giả: 10.312 Trọng tài: Gavin Ward |  |

| 15 tháng 1 năm 2016 27 | Brentford | 1-3    | Burnley                             | Brentford, Luân Đôn                                                         |  |
| 19:45 GMT              | Judge 57' | Report | Arfield 12' · Barton 30' · Boyd 39' | Sân vận động: Griffin Park Lượng khán giả: 10.039 Trọng tài: Chris Kavanagh |  |

| 23 tháng 1 năm 2016 28 | Preston North End                                                            | 1-3    | Brentford                                                  | Preston                                                                          |  |
| 15:00 GMT              | Reach 24' · Huntington 29' · Garner 45+3' · Gallagher 45+5' · Cunningham 75' | Report | Bidwell 22' · Colin 30' · Judge 43' · Dean 69' · Swift 80' | Sân vận động: Sân vận động Deepdale Lượng khán giả: 11.080 Trọng tài: David Webb |  |

| 26 tháng 1 năm 2016 29 | Brentford                   | 1-1    | Leeds United                                                | Brentford, Luân Đôn                                                          |  |
| 19:45 GMT              | Saunders 27' · Djuricin 81' | Report | Cooper 34' · Carayol 79', 84' · Bellusci 79' · Bridcutt 79' | Sân vận động: Griffin Park Lượng khán giả: 10.051 Trọng tài: Iain Williamson |  |

| 5 tháng 2 năm 2016 30 | Brighton & Hove Albion                                   | 3-0    | Brentford | Brighton                                                                         |  |
| 19:45 GMT             | Knockaert 27' · Stockdale 36' · Hemed 43' · Murphy 90+3' | Report | Woods 42' | Sân vận động: Sân vận động Falmer Lượng khán giả: 24.096 Trọng tài: Keith Stroud |  |

| 13 tháng 2 năm 2016 31 | Sheffield Wednesday                                    | 4-0    | Brentford | Sheffield                                                                 |  |
| 15:00 GMT              | Forestieri 12' · Hooper 30' · Lee 45' · Lucas João 89' | Report | Barbet 5' | Sân vận động: Hillsborough Lượng khán giả: 20.921 Trọng tài: Scott Duncan |  |

| 20 tháng 2 năm 2016 32 | Brentford                 | 1-2    | Derby County                               | Brentford, Luân Đôn                                                          |  |
| 15:00 GMT              | McEachran 30' · Judge 43' | Report | Hendrick 80' · Christie 84' · Martin 90+5' | Sân vận động: Griffin Park Lượng khán giả: 10.627 Trọng tài: Darren Drysdale |  |

| 23 tháng 2 năm 2016 33 | Brentford                                       | 3-0    | Wolverhampton Wanderers | Brentford, Luân Đôn                                                            |  |
| 19:45 GMT              | Swift 38', 67' · Canos 56' · Kerschbaumer 90+2' | Report | McDonald 71'            | Sân vận động: Griffin Park Lượng khán giả: 8.769 Trọng tài: Charles Breakspear |  |

| 27 tháng 2 năm 2016 34 | Rotherham United              | 2-1    | Brentford                               | Rotherham                                                                       |  |
| 15:00 GMT              | Derbyshire 29' 30' · Ward 71' | Report | Judge 43' · McEachran 56' · Bidwell 88' | Sân vận động: Sân vận động New York Lượng khán giả: 8.534 Trọng tài: Mark Brown |  |

| 5 tháng 3 năm 2016 35 | Brentford                                          | 1-2    | Charlton Athletic                                                   | Brentford, Luân Đôn                                                         |  |
| 15:00 GMT             | Barbet 26' · Canós 53' · Judge 90' · Hofmann 90+4' | Report | Harriott 1', 69' · Sanogo 13' · Poyet 45+3' · Motta 56' · Fanni 87' | Sân vận động: Griffin Park Lượng khán giả: 10.108 Trọng tài: Brendan Malone |  |

| 12 tháng 3 năm 2016 36 | Queens Park Rangers                                                       | 3-0    | Brentford                               | Shepherd's Bush, Luân Đôn                                                            |  |
| 15:00 GMT              | Hoilett 38' 49' · Polter 45+1' 66' · Henry 48' · Chery 71' · Luongo 90+1' | Report | Canós 32' · Woods 48' · McCormack 90+1' | Sân vận động: Sân vận động Loftus Road Lượng khán giả: 17.894 Trọng tài: Fred Graham |  |

| 19 tháng 3 năm 2016 37 | Brentford     | 0-1    | Blackburn Rovers                                                                     | Brentford, Luân Đôn                                                       |  |
| 15:00 GMT              | McEachran 78' | Report | Hanley 28' 57' · Graham 63' · Akpan 74' · Duffy 86' 87' · Lenihan 90+2' · Watt 90+5' | Sân vận động: Griffin Park Lượng khán giả: 10.575 Trọng tài: Michael Bull |  |

| 2 tháng 4 năm 2016 38 | Nottingham Forest                         | 0-3    | Brentford                                                                               | Nottingham                                                               |  |
| 15:00 BST             | Mills 61' · Lansbury 66' · Lichaj 72' 77' | Report | McCormack 20' · Vibe 49' · Judge 58' · Barbet 60' · Yennaris 65' · Dean 86' · Canós 87' | Sân vận động: City Ground Lượng khán giả: 19.444 Trọng tài: Peter Bankes |  |

| 5 tháng 4 năm 2016 39 | Brentford                    | 3-1    | Bolton Wanderers                                              | Brentford, Luân Đôn                                                     |  |
| 19:45 BST             | Yennaris 17' · Vibe 26', 36' | Report | Clough 70' (pen) 72' · Vela 71' · Pratley 86' · Wheater 90+1' | Sân vận động: Griffin Park Lượng khán giả: 9.062 Trọng tài: Andy Davies |  |

| 9 tháng 4 năm 2016 40 | Ipswich Town                                | 1-3    | Brentford                                  | Ipswich                                                                 |  |
| 15:00 BST             | Hyam 3' 45+5' · Varney 57' · Mức phíney 88' | Report | Saunders 29' · Woods 45+5' · Vibe 64', 68' | Sân vận động: Portman Road Lượng khán giả: 18.845 Trọng tài: Phil Gibbs |  |

| 16 tháng 4 năm 2016 41 | Brentford                     | 1-1    | Bristol City                          | Brentford, Luân Đôn                                                         |  |
| 15:00 BST              | Hogan 90+1' · McCormack 90+2' | Report | Tomlin 18' 45' · Pack 32' · Bryan 69' | Sân vận động: Griffin Park Lượng khán giả: 12.071 Trọng tài: Darren Handley |  |

| 19 tháng 4 năm 2016 42 | Brentford                                    | 2-1    | Cardiff City                             | Brentford, Luân Đôn                                                        |  |
| 19:45 BST              | Saunders 22' · Hogan 83', 86' · Button 90+5' | Report | Connolly 25' · Số áoone 61' · Zohore 89' | Sân vận động: Griffin Park Lượng khán giả: 8.363 Trọng tài: Stuart Attwell |  |

| 23 tháng 4 năm 2016 43 | MK Dons    | 1-4    | Brentford                                     | Milton Keynes                                                                |  |
| 15:00 BST              | Maynard 6' | Report | Canós 9' · Vibe 49' · Woods 78' · Bidwell 89' | Sân vận động: Sân vận động mk Lượng khán giả: 11.564 Trọng tài: Andy Woolmer |  |

| 26 tháng 4 năm 2016 44 | Hull City                   | 2-0    | Brentford                                | Hull                                                                          |  |
| 19:45 BST              | Dean 31' (l.n.) · Diamé 45' | Report | Woods 65' · O'Connell 77' · Saunders 89' | Sân vận động: Sân vận động KCOM Lượng khán giả: 15.225 Trọng tài: Darren Bond |  |

| 30 tháng 4 năm 2016 45 | Brentford                               | 3-0    | Fulham | Brentford, Luân Đôn                                                       |  |
| 15:00 BST              | Saunders 5' · Hogan 7', 40' · Canós 51' | Report |        | Sân vận động: Griffin Park Lượng khán giả: 12.301 Trọng tài: Mark Haywood |  |

| 7 tháng 5 năm 2016 46 | Huddersfield Town            | 1-5    | Brentford                                                                             | Huddersfield                                                     |  |
| 12:30 BST             | Paterson 50' · Whitehead 82' | Report | Canós 1' · Woods 7' · Dean 12' · Hogan 52', 62' · Vibe 67' · Yennaris 82' · Swift 88' | Sân vận động: Sân vận động John Smith Trọng tài: Dean Whitestone |  |

### Tổng quan tỉ số
| Đối thủ                 | Tỉ số sân nhà | Tỉ số sân khách | Cú đúp |
| ----------------------- | ------------- | --------------- | ------ |
| Birmingham City         | 0-2           | 1-2             | Không  |
| Blackburn Rovers        | 0-1           | 1-1             | Không  |
| Bolton Wanderers        | 3-1           | 1-1             | Không  |
| Brighton & Hove Albion  | 0-0           | 0-3             | Không  |
| Bristol City            | 1-1           | 4-2             | Không  |
| Burnley                 | 1-3           | 0-1             | Không  |
| Cardiff City            | 2-1           | 2-3             | Không  |
| Charlton Athletic       | 1-2           | 3-0             | Không  |
| Derby County            | 1-3           | 0-2             | Không  |
| Fulham                  | 3-1           | 2-2             | Không  |
| Huddersfield Town       | 4-2           | 5-1             | Có     |
| Hull City               | 0-2           | 0-2             | Không  |
| Ipswich Town            | 2-2           | 3-1             | Không  |
| Leeds United            | 1-1           | 1-1             | Không  |
| MK Dons                 | 2-0           | 4-1             | Có     |
| Middlesbrough           | 0-1           | 1-3             | Không  |
| Nottingham Forest       | 2-1           | 3-0             | Có     |
| Preston                 | 2-1           | 3-1             | Có     |
| QPR                     | 1-0           | 0-3             | Không  |
| Reading                 | 1-3           | 2-1             | Không  |
| Rotherham United        | 2-1           | 1-2             | Không  |
| Sheffield Wednesday     | 1-2           | 0-4             | Không  |
| Wolverhampton Wanderers | 3-0           | 2-0             | Có     |

## League Cup
Ngày 16 tháng 6 năm 2015, trận đấu vòng Một được bốc thăm, Brentford thi đấu trên sân nhà trước Oxford United.
| 11 tháng 8 năm 2015 Vòng Một | Brentford | 0-4    | Oxford United                                                         | Brentford, Luân Đôn                                                         |  |
| 19:45 BST                    |           | Report | Sercombe 5' 65' · Hylton 9' · Roofe 12' · MacDonald 31' · Mullins 54' | Sân vận động: Griffin Park Lượng khán giả: 5.177 Trọng tài: Dean Whitestone |  |

## Cúp FA
| 9 tháng 1 năm 2016 Vòng Ba | Brentford | 0-1    | Walsall                   | Brentford, Luân Đôn                                                     |  |
| 15:00 GMT                  |           | Report | Mantom 34' · Bradshaw 60' | Sân vận động: Griffin Park Lượng khán giả: 7.950 Trọng tài: Andy Davies |  |

## Đội hình đội một
Tuổi của cầu thủ tính đến ngày bắt đầu của mùa giải 2015-16.
| Số áo                                | Tên                     | Quốc tịch        | Vị trí  | Ngày sinh (tuổi)            | Kí hợp đồng từ        | Năm kí hợp đồng | Ghi chú                                                     |
| Thủ môn                              | Thủ môn                 | Thủ môn          | Thủ môn | Thủ môn                     | Thủ môn               | Thủ môn         | Thủ môn                                                     |
| ------------------------------------ | ----------------------- | ---------------- | ------- | --------------------------- | --------------------- | --------------- | ----------------------------------------------------------- |
| 16                                   | Jack Bonham             | Cộng hòa Ireland | GK      | 14 tháng 9, 1993 (21 tuổi)  | Watford               | 2013            |                                                             |
| 27                                   | David Button            | Anh              | GK      | 27 tháng 2, 1989 (26 tuổi)  | Charlton Athletic     | 2013            |                                                             |
| 31                                   | Mark Smith              | Anh              | GK      | 15 tháng 12, 1995 (19 tuổi) | Queens Park Rangers   | 2014            | Cho mượn đến Hampton and Richmond Borough và Lowestoft Town |
| Hậu vệ                               |                         |                  |         |                             |                       |                 |                                                             |
| 2                                    | Maxime Colin            | Pháp             | RB      | 15 tháng 11, 1991 (23 tuổi) | RSC Anderlecht        | 2015            |                                                             |
| 3                                    | Jake Bidwell            | Anh              | LB      | 21 tháng 3, 1991 (24 tuổi)  | Everton               | 2013            |                                                             |
| 5                                    | Andreas Bjelland        | Đan Mạch         | CB      | 11 tháng 7, 1988 (27 tuổi)  | FC Twente             | 2015            |                                                             |
| 6                                    | Harlee Dean             | Anh              | CB      | 26 tháng 7, 1991 (24 tuổi)  | Southampton           | 2012            |                                                             |
| 22                                   | Jack O'Connell          | Anh              | CB / LB | 29 tháng 3, 1994 (21 tuổi)  | Blackburn Rovers      | 2015            |                                                             |
| 29                                   | Yoann Barbet            | Pháp             | CB      | 10 tháng 5, 1993 (22 tuổi)  | Chamois Niortais      | 2015            |                                                             |
| 36                                   | Josh Clarke             | Anh              | RB / RW | 5 tháng 7, 1994 (21 tuổi)   | Trẻ                   | 2011            | Cho mượn đến Barnet                                         |
| 39                                   | Tom Field               | Cộng hòa Ireland | LB      | 14 tháng 3, 1997 (18 tuổi)  | Trẻ                   | 2012            |                                                             |
| Tiền vệ                              |                         |                  |         |                             |                       |                 |                                                             |
| 4                                    | Lewis Macleod           | Scotland         | CM      | 16 tháng 6, 1994 (21 tuổi)  | Rangers               | 2015            |                                                             |
| 7                                    | Sam Saunders            | Anh              | RM      | 19 tháng 8, 1983 (31 tuổi)  | Dagenham & Redbridge  | 2009            |                                                             |
| 10                                   | Josh McEachran          | Anh              | CM      | 1 tháng 3, 1993 (22 tuổi)   | Chelsea               | 2015            |                                                             |
| 12                                   | Alan McCormack          | Cộng hòa Ireland | CM / RB | 10 tháng 1, 1984 (31 tuổi)  | Swindon Town          | 2013            |                                                             |
| 15                                   | Ryan Woods              | Anh              | CM / RM | 13 tháng 12, 1993 (21 tuổi) | Shrewsbury Town       | 2015            |                                                             |
| 17                                   | Konstantin Kerschbaumer | Áo               | CM / AM | 1 tháng 7, 1992 (23 tuổi)   | Admira Wacker Mödling | 2015            |                                                             |
| 18                                   | Alan Judge              | Cộng hòa Ireland | AM      | 11 tháng 11, 1988 (26 tuổi) | Blackburn Rovers      | 2014            |                                                             |
| 19                                   | John Swift              | Anh              | CM / LM | 23 tháng 6, 1995 (20 tuổi)  | Chelsea               | 2015            | Mượn từ Chelsea                                             |
| 23                                   | Jota                    | Tây Ban Nha      | AM / RM | 16 tháng 6, 1991 (24 tuổi)  | Celta de Vigo         | 2014            | Cho mượn đến SD Eibar                                       |
| 24                                   | Akaki Gogia             | Đức              | AM / LM | 18 tháng 1, 1992 (23 tuổi)  | Hallescher FC         | 2015            |                                                             |
| 28                                   | Nico Yennaris           | Trung Quốc       | CM / RB | 24 tháng 5, 1993 (22 tuổi)  | Arsenal               | 2014            |                                                             |
| 38                                   | James Ferry             | Anh              | CM      | 20 tháng 4, 1997 (18 tuổi)  | Trẻ                   | 2012            | Cho mượn đến Wycombe Wanderers và Welling United            |
| 40                                   | Reece Cole              | Anh              | CM      | 17 tháng 2, 1998 (17 tuổi)  | Trẻ                   | 2012            |                                                             |
| 47                                   | Sergi Canós             | Tây Ban Nha      | RW      | 2 tháng 2, 1997 (18 tuổi)   | Liverpool             | 2015            | Mượn từ Liverpool                                           |
| Forwards                             |                         |                  |         |                             |                       |                 |                                                             |
| 8                                    | Marco Djuricin          | Áo               | ST      | 12 tháng 12, 1992 (22 tuổi) | Red Bull Salzburg     | 2015            | Mượn từ Red Bull Salzburg                                   |
| 9                                    | Scott Hogan             | Cộng hòa Ireland | ST      | 13 tháng 4, 1992 (23 tuổi)  | Rochdale              | 2014            |                                                             |
| 11                                   | Philipp Hofmann         | Đức              | ST      | 30 tháng 3, 1993 (22 tuổi)  | 1. FC Kaiserslautern  | 2015            |                                                             |
| 21                                   | Lasse Vibe              | Đan Mạch         | ST / RW | 22 tháng 2, 1987 (28 tuổi)  | IFK Göteborg          | 2015            |                                                             |
| 37                                   | Courtney Senior         | Anh              | ST / RW | 30 tháng 6, 1997 (18 tuổi)  | Trẻ                   | 2011            |                                                             |
| Cầu thủ rời câu lạc bộ giữa mùa giải |                         |                  |         |                             |                       |                 |                                                             |
| 14                                   | Marcos Tébar            | Tây Ban Nha      | AM      | 7 tháng 2, 1986 (29 tuổi)   | UD Almería            | 2014            | Giải phóng hợp đồng                                         |
| 19                                   | Andre Gray              | Anh              | ST      | 26 tháng 6, 1991 (24 tuổi)  | Luton Town            | 2014            | Chuyển đến Burnley                                          |
| 20                                   | Toumani Diagouraga      | Pháp             | CM      | 9 tháng 6, 1987 (28 tuổi)   | Peterborough United   | 2010            | Chuyển đến Leeds United                                     |
| 20                                   | Leandro Rodríguez       | Uruguay          | ST      | 19 tháng 11, 1992 (22 tuổi) | Everton               | 2016            | Trở lại Everton sau khi mượn                                |
| 25                                   | Raphaël Calvet          | Pháp             | CB      | 7 tháng 2, 1994 (21 tuổi)   | AJ Auxerre            | 2013            | Giải phóng hợp đồng                                         |
| 26                                   | James Tarkowski         | Anh              | CB      | 19 tháng 11, 1992 (22 tuổi) | Oldham Athletic       | 2014            | Chuyển đến Burnley                                          |
| 30                                   | Ryan Williams           | Anh              | CM      | 8 tháng 4, 1991 (24 tuổi)   | Morecambe             | 2015            | Giải phóng hợp đồng                                         |
| 34                                   | Josh Laurent            | Anh              | CM      | 6 tháng 5, 1995 (20 tuổi)   | Queens Park Rangers   | 2015            | Cho mượn đến Newport County, giải phóng hợp đồng            |
| 35                                   | Jermaine Udumaga        | Anh              | AM / ST | 22 tháng 6, 1995 (20 tuổi)  | Crystal Palace        | 2014            | Cho mượn đến Wycombe Wanderers, giải phóng hợp đồng         |

Nguồn: soccerbase.com

## Ban huấn luyện
Cập nhật gần đây nhất 1 tháng 2 năm 2016
| Tên                | Chức vụ                       |
| ------------------ | ----------------------------- |
| Dean Smith         | Huấn luyện viên trưởng        |
| Richard O'Kelly    | Trợ lý Huấn luyện viên trưởng |
| Phil Giles         | Co-Director of Football       |
| Rasmus Ankersen    | Co-Director of Football       |
| Simon Royce        | Huấn luyện viên thủ môn       |
| Tom Bates          | Huấn luyện viên               |
| Bartek Sylwestrzak | Huấn luyện viên               |
| Gianni Vio         | Huấn luyện viên               |
| Luke Stopforth     | Head of Performance Analysis  |
| Neil Greig         | Head of Medical               |
| Matt Springham     | Head of Conditioning          |
| Tom Perryman       | Conditioning Coach            |
| James Perdue       | Conditioning Coach            |
| Daryl Martin       | Bác sĩ vật lý trị liệu        |
| Richard Clarke     | Bác sĩ vật lý trị liệu        |
| Matt Stride        | Team Doctor                   |
| Bob Oteng          | Kit Logistics Manager         |

## Thống kê

### Số trận và bàn thắng
Cập nhật gần đây nhất 7 tháng 5 năm 2016
| Số | VT | QT               | Cầu thủ                 | Tổng số | Tổng số | Championship | Championship | Cúp FA | Cúp FA | League Cup | League Cup |
| Số | VT | QT               | Cầu thủ                 | Trận    | Bàn     | Trận         | Bàn          | Trận   | Bàn    | Trận       | Bàn        |
| -- | -- | ---------------- | ----------------------- | ------- | ------- | ------------ | ------------ | ------ | ------ | ---------- | ---------- |
| 2  | HV | Pháp             | Maxime Colin            | 21      | 0       | 20+1         | 0            | 0+0    | 0      | 0+0        | 0          |
| 3  | HV | Anh              | Jake Bidwell            | 47      | 3       | 45+0         | 3            | 1+0    | 0      | 0+1        | 0          |
| 4  | TV | Scotland         | Lewis Macleod           | 1       | 0       | 0+1          | 0            | 0+0    | 0      | 0+0        | 0          |
| 5  | HV | Đan Mạch         | Andreas Bjelland        | 1       | 0       | 0+0          | 0            | 0+0    | 0      | 1+0        | 0          |
| 6  | HV | Anh              | Harlee Dean             | 43      | 0       | 42+0         | 0            | 1+0    | 0      | 0+0        | 0          |
| 7  | TV | Anh              | Sam Saunders            | 25      | 3       | 12+13        | 3            | 0+0    | 0      | 0+0        | 0          |
| 8  | TĐ | Áo               | Marco Djuricin          | 23      | 4       | 17+5         | 4            | 0+1    | 0      | 0+0        | 0          |
| 9  | TĐ | Cộng hòa Ireland | Scott Hogan             | 7       | 7       | 2+5          | 7            | 0+0    | 0      | 0+0        | 0          |
| 10 | TV | Anh              | Josh McEachran          | 15      | 0       | 10+4         | 0            | 1+0    | 0      | 0+0        | 0          |
| 11 | TĐ | Đức              | Philipp Hofmann         | 22      | 4       | 5+16         | 4            | 1+0    | 0      | 0+0        | 0          |
| 12 | TV | Cộng hòa Ireland | Alan McCormack          | 29      | 0       | 25+2         | 0            | 1+0    | 0      | 0+1        | 0          |
| 15 | TV | Anh              | Ryan Woods              | 42      | 2       | 38+3         | 2            | 1+0    | 0      | 0+0        | 0          |
| 16 | TM | Anh              | Jack Bonham             | 1       | 0       | 0+0          | 0            | 0+0    | 0      | 1+0        | 0          |
| 17 | TV | Áo               | Konstantin Kerschbaumer | 31      | 0       | 18+12        | 0            | 0+1    | 0      | 0+0        | 0          |
| 18 | TV | Cộng hòa Ireland | Alan Judge              | 39      | 14      | 38+0         | 14           | 0+1    | 0      | 0+0        | 0          |
| 19 | TV | Anh              | John Swift              | 28      | 7       | 23+4         | 7            | 1+0    | 0      | 0+0        | 0          |
| 21 | TĐ | Đan Mạch         | Lasse Vibe              | 42      | 14      | 29+12        | 14           | 0+0    | 0      | 1+0        | 0          |
| 22 | HV | Anh              | Jack O'Connell          | 18      | 1       | 9+7          | 1            | 1+0    | 0      | 1+0        | 0          |
| 23 | TV | Tây Ban Nha      | Jota                    | 5       | 0       | 1+4          | 0            | 0+0    | 0      | 0+0        | 0          |
| 24 | TV | Đức              | Akaki Gogia             | 14      | 0       | 5+8          | 0            | 0+0    | 0      | 0+1        | 0          |
| 27 | TM | Anh              | David Button            | 47      | 0       | 46+0         | 0            | 1+0    | 0      | 0+0        | 0          |
| 28 | TV | Trung Quốc       | Nico Yennaris           | 33      | 2       | 28+3         | 2            | 1+0    | 0      | 1+0        | 0          |
| 29 | HV | Pháp             | Yoann Barbet            | 19      | 1       | 18+0         | 1            | 0+0    | 0      | 1+0        | 0          |
| 31 | TM | Anh              | Mark Smith              | 0       | 0       | 0+0          | 0            | 0+0    | 0      | 0+0        | 0          |
| 36 | HV | Anh              | Josh Clarke             | 11      | 0       | 3+7          | 0            | 0+0    | 0      | 1+0        | 0          |
| 37 | TĐ | Anh              | Courtney Senior         | 1       | 0       | 0+0          | 0            | 0+0    | 0      | 1+0        | 0          |
| 38 | TV | Anh              | James Ferry             | 0       | 0       | 0+0          | 0            | 0+0    | 0      | 0+0        | 0          |
| 39 | HV | Cộng hòa Ireland | Tom Field               | 1       | 0       | 1+0          | 0            | 0+0    | 0      | 0+0        | 0          |
| 40 | TV | Anh              | Reece Cole              | 0       | 0       | 0+0          | 0            | 0+0    | 0      | 0+0        | 0          |
| 47 | TV | Tây Ban Nha      | Sergi Canós             | 39      | 7       | 18+20        | 7            | 1+0    | 0      | 0+0        | 0          |
| 19 | TĐ | Anh              | Andre Gray              | 2       | 2       | 1+1          | 2            | 0+0    | 0      | 0+0        | 0          |
| 20 | TV | Pháp             | Toumani Diagouraga      | 27      | 0       | 26+1         | 0            | 0+0    | 0      | 0+0        | 0          |
| 20 | TĐ | Uruguay          | Leandro Rodríguez       | 2       | 0       | 2+0          | 0            | 0+0    | 0      | 0+0        | 0          |
| 26 | HV | Anh              | James Tarkowski         | 23      | 1       | 23+0         | 1            | 0+0    | 0      | 0+0        | 0          |
| 30 | TV | Anh              | Ryan Williams           | 1       | 0       | 0+0          | 0            | 0+0    | 0      | 1+0        | 0          |
| 34 | TV | Anh              | Josh Laurent            | 1       | 0       | 0+0          | 0            | 0+0    | 0      | 1+0        | 0          |
| 35 | TV | Anh              | Jermaine Udumaga        | 4       | 0       | 0+3          | 0            | 0+0    | 0      | 1+0        | 0          |

Nguồn: brentfordfc.co.uk Lưu trữ ngày 10 tháng 4 năm 2017 tại Wayback Machine

In nghiêng: biểu thị cầu thủ không còn trong đội

### Cầu thủ ghi bàn
Cập nhật gần đây nhất 7 tháng 5 năm 2016
| Số áo. | Vị trí | Cầu thủ         | FLC | FAC | LC | Tổng |
| ------ | ------ | --------------- | --- | --- | -- | ---- |
| 18     | MF     | Alan Judge      | 14  | 0   | 0  | 14   |
| 21     | FW     | Lasse Vibe      | 14  | 0   | 0  | 14   |
| 9      | FW     | Scott Hogan     | 7   | 0   | 0  | 7    |
| 19     | MF     | John Swift      | 7   | 0   | 0  | 7    |
| 47     | MF     | Sergi Canós     | 7   | 0   | 0  | 7    |
| 8      | FW     | Marco Djuricin  | 4   | 0   | 0  | 4    |
| 11     | FW     | Philipp Hofmann | 4   | 0   | 0  | 4    |
| 3      | DF     | Jake Bidwell    | 3   | 0   | 0  | 3    |
| 7      | MF     | Sam Saunders    | 3   | 0   | 0  | 3    |
| 15     | MF     | Ryan Woods      | 2   | 0   | 0  | 2    |
| 28     | MF     | Nico Yennaris   | 2   | 0   | 0  | 2    |
| 19     | FW     | Andre Gray      | 2   | 0   | 0  | 2    |
| 22     | DF     | Jack O'Connell  | 1   | 0   | 0  | 1    |
| 29     | DF     | Yoann Barbet    | 1   | 0   | 0  | 1    |
| 26     | DF     | James Tarkowski | 1   | 0   | 0  | 1    |
|        |        | Tổng            | 72  | 0   | 0  | 72   |

Nguồn: brentfordfc.co.uk Lưu trữ ngày 10 tháng 4 năm 2017 tại Wayback Machine

In nghiêng: biểu thị cầu thủ không còn trong đội

### Thẻ phạt
Cập nhật gần đây nhất 7 tháng 5 năm 2016
| Số áo. | Vị trí | Cầu thủ                 |    |   |
| ------ | ------ | ----------------------- | -- | - |
| 6      | DF     | Harlee Dean             | 7  | 1 |
| 26     | DF     | James Tarkowski         | 6  | 1 |
| 29     | DF     | Yoann Barbet            | 2  | 1 |
| 12     | MF     | Alan McCormack          | 10 | 0 |
| 15     | MF     | Ryan Woods              | 7  | 0 |
| 3      | DF     | Jake Bidwell            | 6  | 0 |
| 20     | MF     | Toumani Diagouraga      | 6  | 0 |
| 47     | MF     | Sergi Canós             | 5  | 0 |
| 18     | MF     | Alan Judge              | 4  | 0 |
| 27     | GK     | David Button            | 4  | 0 |
| 2      | DF     | Maxime Colin            | 3  | 0 |
| 8      | FW     | Marco Djuricin          | 3  | 0 |
| 10     | MF     | Josh McEachran          | 3  | 0 |
| 22     | DF     | Jack O'Connell          | 3  | 0 |
| 28     | MF     | Nico Yennaris           | 3  | 0 |
| 7      | MF     | Sam Saunders            | 2  | 0 |
| 11     | FW     | Philipp Hofmann         | 2  | 0 |
| 17     | MF     | Konstantin Kerschbaumer | 2  | 0 |
| 19     | MF     | John Swift              | 1  | 0 |
| 23     | MF     | Jota                    | 1  | 0 |
| 24     | MF     | Akaki Gogia             | 1  | 0 |
|        |        | Tổng                    | 81 | 3 |

Nguồn: brentfordfc.co.uk Lưu trữ ngày 10 tháng 4 năm 2017 tại Wayback Machine

In nghiêng: biểu thị cầu thủ không còn trong đội

### Quản lý
Cập nhật gần đây nhất 7 tháng 5 năm 2016
| Tên                | Quốc tịch        | Từ                   | Đến                  | Mọi đấu trường | Mọi đấu trường | Mọi đấu trường | Mọi đấu trường | Mọi đấu trường | Giải quốc nội | Giải quốc nội | Giải quốc nội | Giải quốc nội | Giải quốc nội |
| Tên                | Quốc tịch        | Từ                   | Đến                  | P              | W              | D              | L              | W %            | P             | W             | D             | L             | W %           |
| ------------------ | ---------------- | -------------------- | -------------------- | -------------- | -------------- | -------------- | -------------- | -------------- | ------------- | ------------- | ------------- | ------------- | ------------- |
| Marinus Dijkhuizen | Hà Lan           | 1 tháng 6 năm 2015   | 28 tháng 9 năm 2015  | 9              | 2              | 2              | 5              | 022,22\|       | 8             | 2             | 2             | 4             | 025,00        |
| Lee Carsley        | Cộng hòa Ireland | 28 tháng 9 năm 2015  | 30 tháng 11 năm 2015 | 10             | 5              | 2              | 3              | 050,00\|       | 10            | 5             | 2             | 3             | 050,00        |
| Dean Smith         | Anh              | 30 tháng 11 năm 2015 | present              | 29             | 12             | 4              | 13             | 041,38\|       | 28            | 12            | 4             | 12            | 042,86        |

### Tóm tắt
Cập nhật gần đây nhất 7 tháng 5 năm 2016
| Số trận thi đấu                   | 48 (46 Championship, 1 Cúp FA, 1 League Cup) |
| Số trận thắng                     | 19 (19 Championship, 0 Cúp FA, 0 League Cup) |
| Số trận hòa                       | 8 (8 Championship, 0 Cúp FA, 0 League Cup)   |
| Số trận thua                      | 21 (19 Championship, 1 Cúp FA, 1 League Cup) |
| Số bàn thắng                      | 72 (72 Championship, 0 Cúp FA, 0 League Cup) |
| Số bàn thua                       | 72 (67 Championship, 1 Cúp FA, 4 League Cup) |
| Số trận sạch lưới                 | 8 (8 Championship, 0 Cúp FA, 0 League Cup)   |
| Số thẻ vàng                       | 81 (81 Championship, 0 Cúp FA, 0 League Cup) |
| Số thẻ đỏ                         | 3 (3 Championship, 0 Cúp FA, 0 League Cup)   |
| Thẻ phạt nhiều nhất               | 1 red and 7 yellows (Harlee Dean)            |
| Trận thắng giải quốc nội đậm nhất | 5-1 (vs. Huddersfield Town)                  |
| Trận thua giải quốc nội đậm nhất  | 0-4 (vs. Sheffield Wednesday)                |
| Số lần ra sân nhiều nhất          | 47 Jake Bidwell & David Button               |
| Vua phá lưới (giải quốc nội)      | 14 Alan Judge & Lasse Vibe                   |
| Vua phá lưới (mọi đấu trường)     | 14 Alan Judge & Lasse Vibe                   |

## Đội trẻ

### Đội hình thi đấu
Tuổi của cầu thủ tính đến ngày bắt đầu của mùa giải 2015-16.
| Vị trí                               | Tên                    | Quốc tịch        | Ngày sinh (tuổi)            | Kí hợp đồng từ      | Năm kí hợp đồng | Ghi chú                                                   |
| Thủ môn                              | Thủ môn                | Thủ môn          | Thủ môn                     | Thủ môn             | Thủ môn         | Thủ môn                                                   |
| ------------------------------------ | ---------------------- | ---------------- | --------------------------- | ------------------- | --------------- | --------------------------------------------------------- |
| GK                                   | Mark Smith             | Anh              | 15 tháng 12, 1995 (19 tuổi) | Queens Park Rangers | 2014            | Cho mượn đến Hampton & Richmond Borough và Lowestoft Town |
| GK                                   | Nik Tzanev             | New Zealand      | 23 tháng 12, 1996 (18 tuổi) | Học viện            | 2015            | Cho mượn đến Lewes                                        |
| Hậu vệ                               |                        |                  |                             |                     |                 |                                                           |
| DF                                   | Tom Field              | Cộng hòa Ireland | 14 tháng 3, 1997 (18 tuổi)  | Học viện            | 2015            |                                                           |
| DF                                   | Nathan Fox             | Anh              | 9 tháng 9, 1996 (18 tuổi)   | Cray Wanderers      | 2016            |                                                           |
| DF                                   | Aaron Greene           | Anh              | 1 tháng 1, 1995 (20 tuổi)   | Heybridge Swifts    | 2014            | Cho mượn đến Boston United                                |
| DF                                   | Audrius Laučys         | Litva            | 5 tháng 1, 1997 (18 tuổi)   | Học viện            | 2015            | Cho mượn đến Hemel Hempstead Town                         |
| DF                                   | Chris Mepham           | Wales            | 5 tháng 11, 1997 (17 tuổi)  | Học viện            | 2016            |                                                           |
| DF                                   | Daniel O'Shaughnessy   | Phần Lan         | 14 tháng 9, 1994 (20 tuổi)  | Metz                | 2014            | Cho mượn đến Braintree Town và Midtjylland                |
| DF                                   | Manny Onariase         | Anh              | 21 tháng 10, 1996 (18 tuổi) | West Ham United     | 2016            |                                                           |
| Tiền vệ                              |                        |                  |                             |                     |                 |                                                           |
| MF                                   | Herson Rodrigues Alves | Bồ Đào Nha       | 5 tháng 1, 1997 (18 tuổi)   | Benfica             | 2015            | Cho mượn đến Hampton & Richmond Borough                   |
| MF                                   | Bradley Clayton        | Anh              | 2 tháng 7, 1997 (18 tuổi)   | Học viện            | 2015            |                                                           |
| MF                                   | Reece Cole             | Anh              | 17 tháng 2, 1998 (17 tuổi)  | Học viện            | 2016            |                                                           |
| MF                                   | James Ferry            | Anh              | 20 tháng 4, 1997 (18 tuổi)  | Học viện            | 2015            | Cho mượn đến Wycombe Wanderers                            |
| MF                                   | Jan Holldack           | Đức              | 11 tháng 5, 1996 (19 tuổi)  | 1. FC Köln          | 2015            |                                                           |
| MF                                   | Courtney Senior        | Anh              | 11 tháng 2, 1998 (17 tuổi)  | Học viện            | 2015            |                                                           |
| MF                                   | Zain Westbrooke        | Anh              | 20 tháng 10, 1996 (18 tuổi) | Học viện            | 2015            |                                                           |
| Tiền đạo                             |                        |                  |                             |                     |                 |                                                           |
| FW                                   | Seika Jatta            | Anh              | 3 tháng 3, 1997 (18 tuổi)   | Học viện            | 2015            |                                                           |
| Cầu thủ rời câu lạc bộ giữa mùa giải |                        |                  |                             |                     |                 |                                                           |
| DF                                   | Gradi Milenge          | Anh              | 29 tháng 10, 1996 (18 tuổi) | Học viện            | 2015            | Giải phóng hợp đồng                                       |
| MF                                   | Josh Laurent           | Anh              | 6 tháng 5, 1995 (20 tuổi)   | Queens Park Rangers | 2015            | Cho mượn đến Newport County, giải phóng hợp đồng          |
| MF                                   | Montell Moore          | Anh              | 23 tháng 12, 1995 (19 tuổi) | Học viện            | 2014            | Giải phóng hợp đồng                                       |
| MF                                   | Jermaine Udumaga       | Anh              | 22 tháng 6, 1995 (20 tuổi)  | Crystal Palace      | 2014            | Cho mượn đến Wycombe Wanderers, giải phóng hợp đồng       |

- Nguồn: brentfordfc.co.uk

### Kết quả và bảng xếp hạng

#### Professional Development League Two South
| Vị thứ | CLB             | St | T | H | B  | BT | BB | HS  | Đ  |
| ------ | --------------- | -- | - | - | -- | -- | -- | --- | -- |
| 7      | Ipswich Town DS | 29 | 9 | 6 | 14 | 35 | 45 | −10 | 33 |
| 8      | Brentford DS    | 29 | 8 | 8 | 13 | 50 | 53 | −13 | 32 |
| 9      | Bristol City DS | 29 | 9 | 3 | 17 | 38 | 59 | −21 | 30 |

#### U21 Premier League Cup
| 6 tháng 10 năm 2015 1R | Queens Park Rangers DS | 1-2    | Brentford DS    | Loftus Road |  |
|                        | Polter                 | Report | Bohui · Macleod |             |  |

| 6 tháng 11 năm 2015 2R | Reading DS | 1-2    | Brentford DS    | Adams Park |  |
|                        | Sweeney    | Report | Udumaga · Alves |            |  |

| 9 tháng 5 năm 2013 3R | Charlton Athletic DS | 2-1    | Brentford DS   | The Valley |  |
|                       | Kennedy · Ceballos   | Report | Holldack pen.' |            |  |

- Nguồn: Soccerway, brentfordfc.co.uk

### Tóm tắt
| Số trận thi đấu                   | 32 (29 Professional Development League Two South, 3 U21 Premier League Cup)               |
| Số trận thắng                     | 10 (8 Professional Development League Two South, 2 U21 Premier League Cup)                |
| Số trận hòa                       | 8 (8 Professional Development League Two South, 0 U21 Premier League Cup)                 |
| Số trận thua                      | 14 (13 Professional Development League Two South, 1 U21 Premier League Cup)               |
| Số bàn thắng                      | 55 (50 Professional Development League Two South, 5 U21 Premier League Cup)               |
| Số bàn thua                       | 57 (53 Professional Development League Two South, 4 U21 Premier League Cup)               |
| Số trận sạch lưới                 | 2 (2 Professional Development League Two South, 0 U21 Premier League Cup)                 |
| Trận thắng giải quốc nội đậm nhất | 3-0 với Queens Park Rangers DS, 24 tháng 8 năm 2015                                       |
| Trận thua giải quốc nội đậm nhất  | 4-0 với Huddersfield Town DS, 2 tháng 4 năm 2016                                          |
| Số lần ra sân nhiều nhất          | 32, Jan Holldack (29 Professional Development League Two South, 3 U21 Premier League Cup) |
| Vua phá lưới (giải quốc nội)      | 13, Jan Holldack                                                                          |
| Vua phá lưới (mọi đấu trường)     | 14, Jan Holldack                                                                          |